# Ciego de Ávila
Ciego de Ávila é uma cidade cubana, situada na região central do país, capital da província homônima. A cidade está localizada a cerca de 460 km leste de Havana e 110 km oeste de Camagüey.
Ciego de Ávila pertenceu a província de Camagüey até 1975, quando o governo de Fidel Castro criou a a província de Ciego de Avila.
É o centro comercial, de transporte e industrial de uma próspera região pecuária e açucareira. Júcaro, situada 24 km ao sul, na costa do mar do Caribe, serve-lhe de porto.

## A cidade
A cidade de Ciego de Ávila é uma cidade moderna, embora na parte antiga da cidade você pode encontrar muitas características da arquitetura colonial típica de tais cidades.
A igreja principal, muito moderna e com arquitetura eclética, tem em sua entrada a estátua de San Eugenio de la Palma, santo padroeiro da cidade, esta igreja foi concluída em 1952. Outra jóia da arquitetura histórica da cidade é o Teatro Principal, considerado um dos melhores teatros de Cuba.
No centro da cidade, está localizado o Parque José Martí, que foi concluído em 1995, suas origens remontam a 1800 no mesmo lugar onde estava localizada a Praça Afonso III, com um mirante no centro, onde a Orquestra Sinfônica Municipal tocava aos domingos. Ao redor do parque estão localizados vários prédios que datam da primeira metade do século XX, e ao longo da rua principal da cidade também estão localizadas outras construções antigas. Justamente no centro da cidade ergue-se um edifício moderno que rompe toda a arquitetura colonial antiga, considerada como um erro de planejamento.

## Turismo
Ciego de Ávila é um dos mais promissores destino turístico cubano graças à construção de uma ponte ligando o continente a Cayo Coco e Cayo Guillermo, integrado com Paredon Grande e Chico Anton, entre outros, no arquipélago Jardines del Rey . Ele está localizado na parte central da ilha, delimitada a oeste, Sancti Spíritus, Camaguey leste, ao sul pelo Mar do Caribe e ao norte pelo Oceano Atlântico.

## Demografia
- População (Censo 1981) 73.820 habitantes
- População (1991): 101.620 habitantes.
- População (Censo 2002) 106.225 habitantes